# Trichinopus chuni
Trichinopus chuni är en skalbaggsart som beskrevs av Brenske 1903. Trichinopus chuni ingår i släktet Trichinopus och familjen Melolonthidae. Inga underarter finns listade i Catalogue of Life.